# Hápi
Hápi egyiptomi hermafrodita istenség. Női és férfi attribútumokat egyaránt magán visel és a Nílus éves áradását szimbolizálta, amely iszapjával megtermékenyítette a folyópartot, lehetővé téve az egyiptomiak számára a mezőgazdasági termelést. Krokodil istenekkel és béka istennők háremével együtt egy barlangban lakott, amit még soha emberfia nem látott, és korsóiból öntötte a Nílus vizét. Közvetve tehát ő táplálja Egyiptom földjét. Az emberek a Nílus áradásakor Hápi-szobrocskákat dobáltak áldozatként az egyre növekvő vízbe, mely a jövő évi termést, és magát az életet szimbolizálta Egyiptom népe számára.

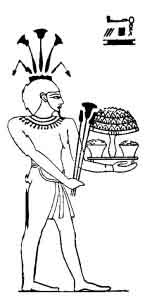
Hápi

Őt általában hordóhasú férfiként, gyakran kék színben, lecsüngő női mellekkel, folyami növényekből készült fejfedővel ábrázolják. Fején általában papiruszbokrot visel lótuszokkal, természetből származó ajándékokkal a kezében jelenítik meg. Hápi kultusza nyúlik vissza a legrégebbre, Nunt, az ősvizek istenét helyettesíti.